# Philippe Malone
Philippe Malone est un écrivain et photographe français né à Toulon.

## Biographie
Philippe Malone se décrit lui-même comme ayant une activité de photographe le jour et d'écrivain le soir. Ses textes sont régulièrement mis en scène et/ou lus lors de lectures publiques, en France et à l'étranger (Comédie française, Festival d’Avignon / Manufacture, Rencontres de la Chartreuse,  Schaubühne, Deutsches Theater, Bundestag, Poche – Genève, Rideau de Bruxelles…). Ils ont fait l’objet de plusieurs traductions. Il a reçu à plusieurs reprises, pour certaines de ses œuvres, des bourses à l'écriture ou à la création du ministère de la culture ainsi que du Centre national du livre. Plusieurs de ses pièces ont fait l'objet de créations radiophoniques de France Culture, dont Septembres, Krach, Blast, Sweetie, ainsi que L'Entretien, née d'une commande France Culture.
En 2009, sa pièce Septembres est jouée aux 36e Rencontres d'été de la Chartreuse de Villeneuve-lès-Avignon (Centre national des écritures du spectacle) dans le cadre du Festival d'Avignon 2009. Elle est mise en scène par Michel Simonot, avec l'acteur Jean-Marc Bourg et une musique de Franck Vigroux, musicien avec qui Philippe Malone a collaboré à plusieurs reprises. Cette pièce est rejouée au Festival Face à face en Italie l'année suivante, en 2010.

## Œuvres
- Zéro défaut (1998)
- Pasaran (Les Solitaires intempestifs, 2000)
- Les Contes de la mine (ouvrage collectif, éditions Voix, 2003)
- Couchants (éditions Gare au théâtre, 2003)
- Titsa (Les Solitaires intempestifs, 2005)
- Une vie Potemkine (revue Liberté, 2005)
- L’Extraordinaire Tranquillité des choses (ouvrage collectif, Espace 34, 2007)
- III (Espace 34, 2007)
- L’Entretien (Espace 34, 2007)
- Morituri suivi des Prometteuses (Quartett, 2007)
- Septembres (éditions Espace 34, 2009)
- Krach, suivi de S&P  (Quartett, 2013)[8]
- Blast : une dramaturgie de l'impact (Quartett, 2014)
- Bien lotis (éditions Espace 34, 2014)
- Sweetie (éditions Espace 34, 2018)
- Testament des Lucioles, poésie (Revue 17, 2018)
- Les Chants Anonymes (Éditions Espaces 34, collection Hors Cadre, 2021) Lauréat des Journées de Lyon des Auteurs de théâtre, prix Jean-Jacques Lerrant.